# Kasbah de Sfax
La kasbah de Sfax (arabe : قصبة صفاقس), également appelée mahress (محرس) ou ribat (رباط), est une kasbah située dans l'angle sud-ouest de la médina de Sfax.
Depuis sa construction, elle a servi à plusieurs fins durant l'histoire de la ville : tour de contrôle pour les Aghlabides, siège de l'administration locale et finalement caserne pour des forces armées. De nos jours, elle accueille le musée de l'architecture traditionnelle.

## Localisation
La kasbah occupe un point stratégique élevé par rapport au reste de la ville, au niveau de l'angle sud-ouest de la médina. Elle était exposée directement vers la mer et la voie menant vers le sud, avant qu'elle ne soit séparée de ces dernières par de nouvelles constructions.

## Histoire

### Fondation
Au IXe siècle, comme dans les autres villes alors sous le contrôle des Aghlabides récemment installés, une kasbah est bâtie au sein de la médina de Sfax, directement en face de la mer pour assurer une meilleure surveillance côtière. Au début, elle est constituée de deux tours, destinées à la surveillance de la mer et à la communication avec le reste des tours environnantes par l'échange de signaux lumineux, de deux mosquées et d'une installation souterraine (qui a probablement servie de salle de prière pendant les situations d'urgence).

### Siège de l'administration
Avec le développement du territoire sous la dynastie aghlabide et le développement de la kasbah de Sfax, elle devient le monument central de la ville en abritant le siège des autorités locales. Même après la défaite des Aghlabides, la kasbah conserve cette fonction de siège pour tous les gouverneurs de la ville durant le règne des dynasties suivantes (Fatimides, Zirides, Almohades et Hafsides).

### Caserne militaire

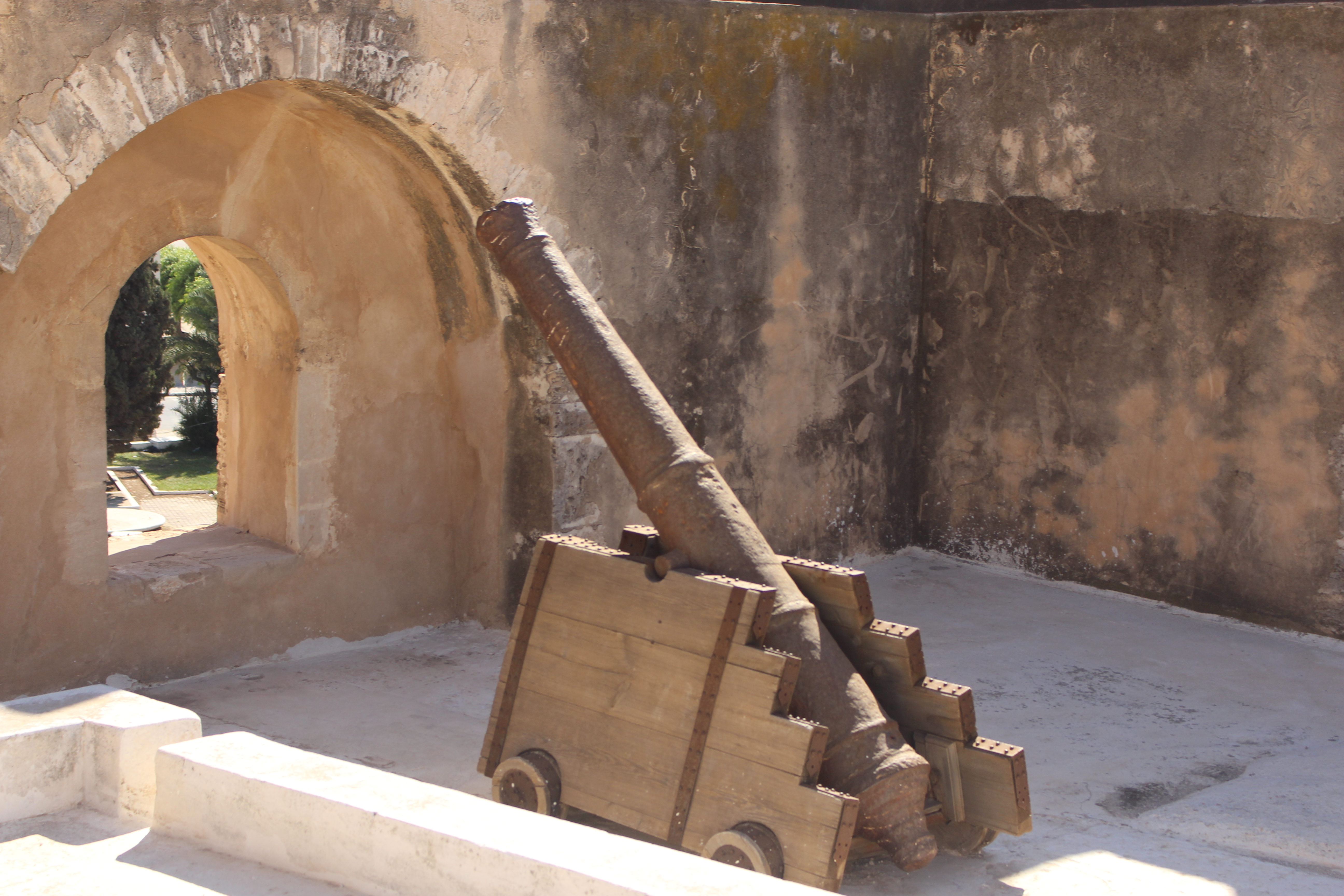
Canon à la kasbah.

Avec l'arrivée des Ottomans, la structure du système de gouvernance change. Le gouverneur devient un représentant local et la kasbah perd son rôle de centre de l'administration. Le dirigeant militaire (agha), dont la mission principale est d'assurer la soumission complète des populations, prend en charge la gestion de toutes les kasbahs et des gardes. La situation reste inchangée jusqu'à ce que la dynastie husseinite prenne le pouvoir. À son arrivée, le rôle de l'agha est transféré au caïd.
Après 1881 et son installation en Tunisie, l'autorité française y remplace l'armée beylicale tunisienne, avant d'être elle-même remplacée par la garde nationale peu après l'indépendance de la Tunisie et sa conversion en république.

## État actuel

### Musée de l'architecture traditionnelle
Pendant les années 1980, et après près de vingt ans d'abandon, la kasbah est convertie en un musée consacré à l'architecture traditionnelle.
On y trouve une exposition permanente de matériaux de construction, d'objets utilisés pour les chantiers et de plans architecturaux de différents édifices spécifiques à l'architecture locale de Sfax, qu'ils soient à vocation religieuse (mosquées et zaouïas), domestique (borjs et maisons) ou publique comme les hammams et les souks.

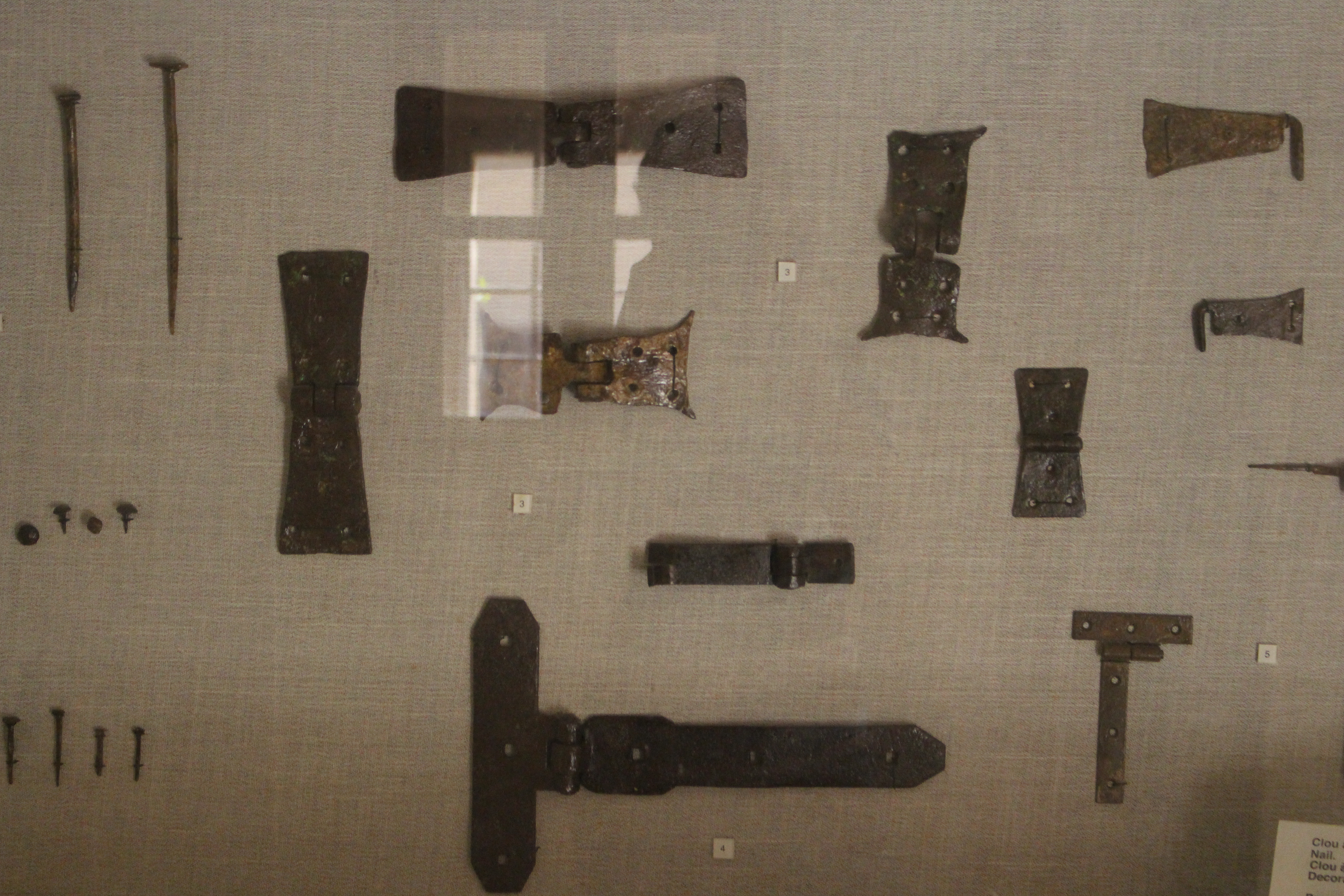
Charnières exposées au musée.
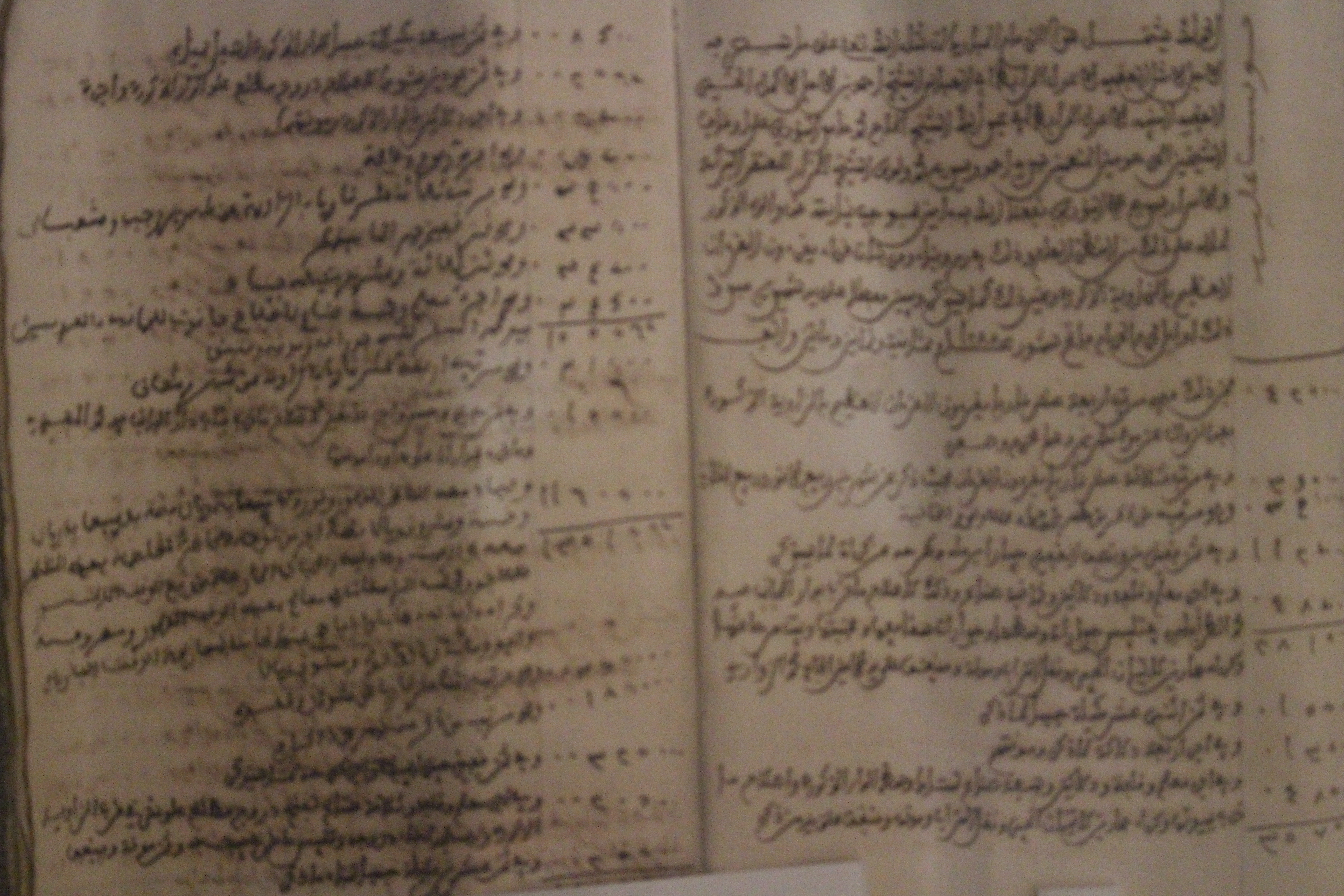
Waqf original exposé.
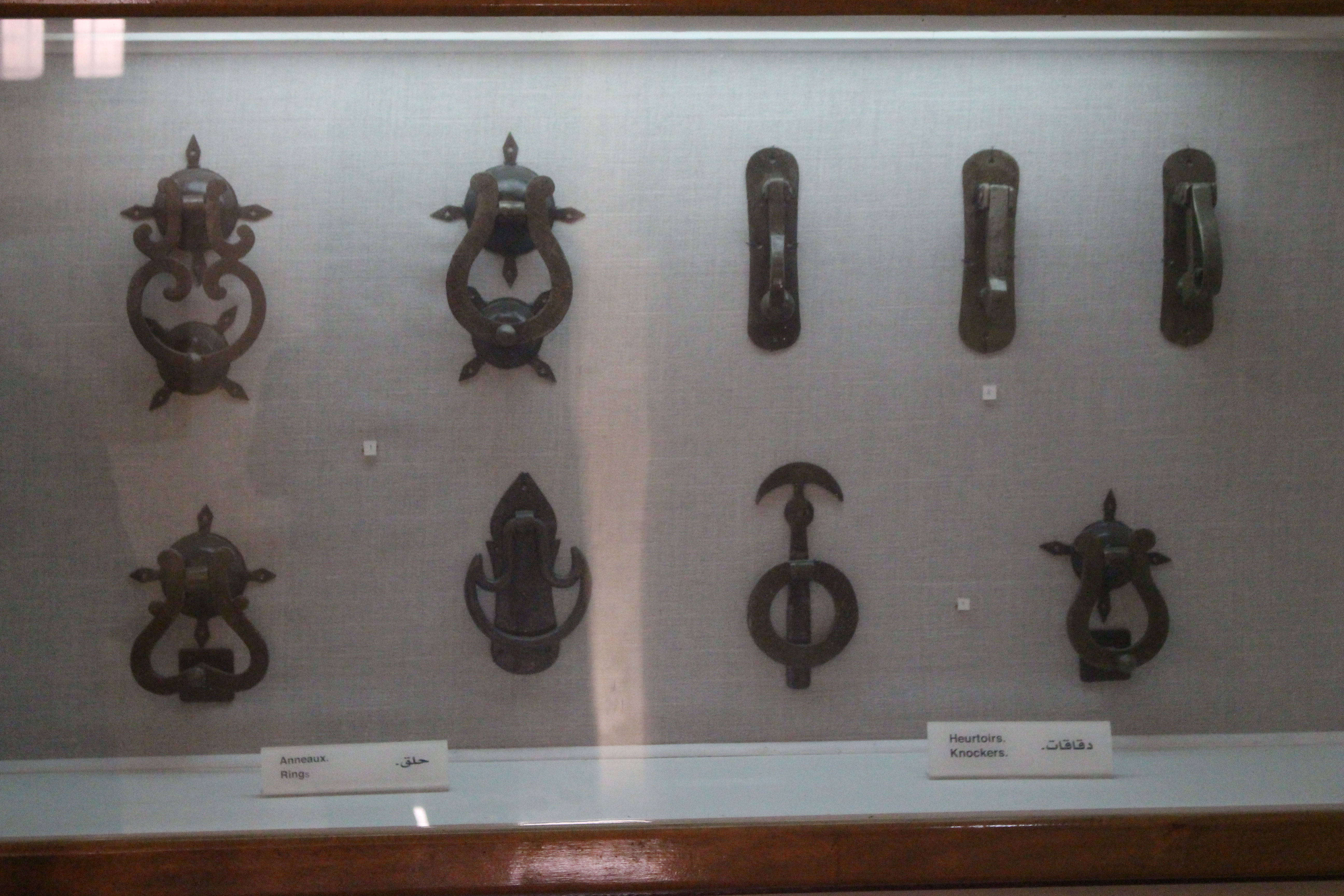
Heurtoirs.

### Galerie d'arts Mohamed-Fendri
L'édifice abrite aussi une galerie d'arts plastiques et d'exposition au sein de la prison historique de la kasbah.

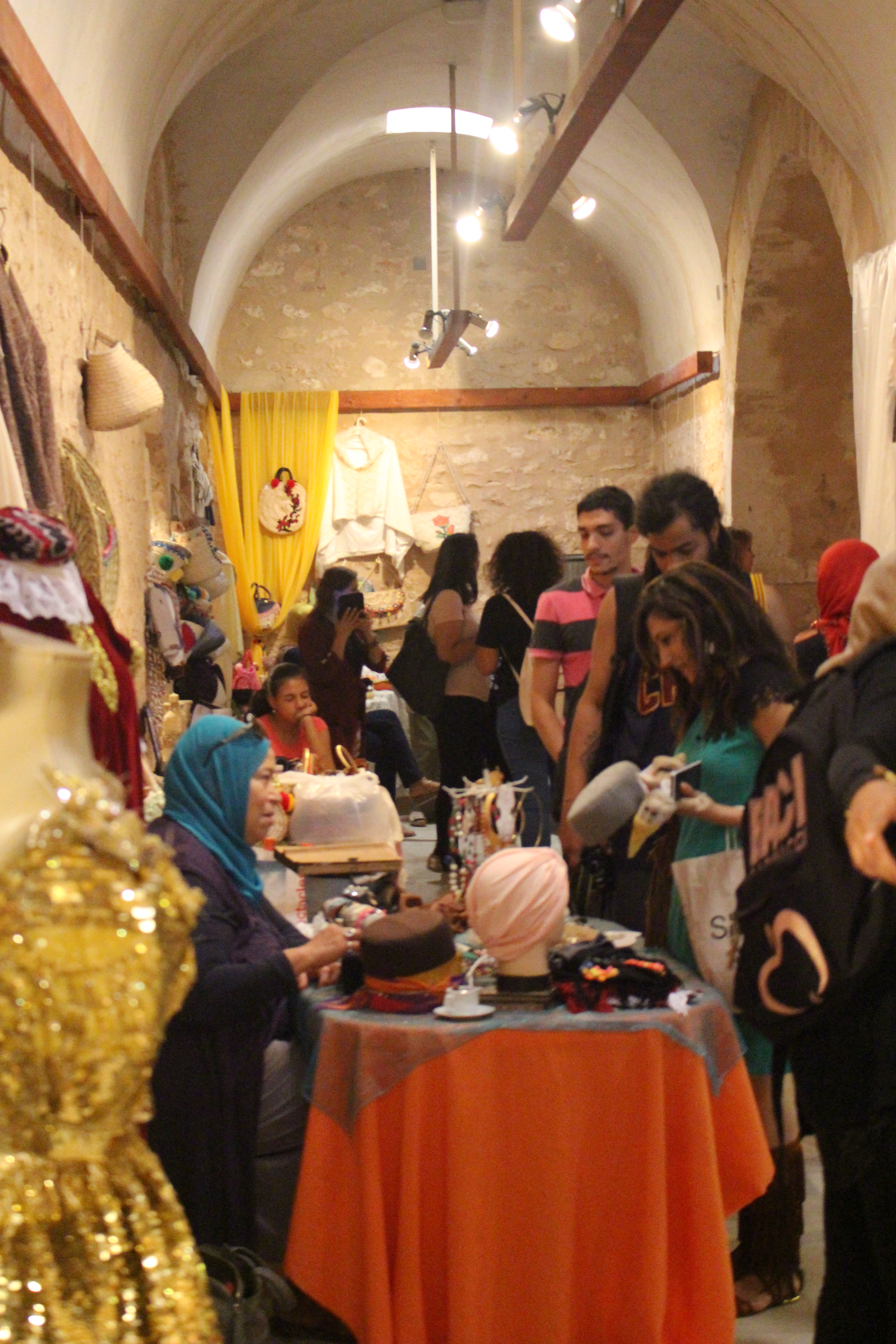
Intérieur de la galerie.
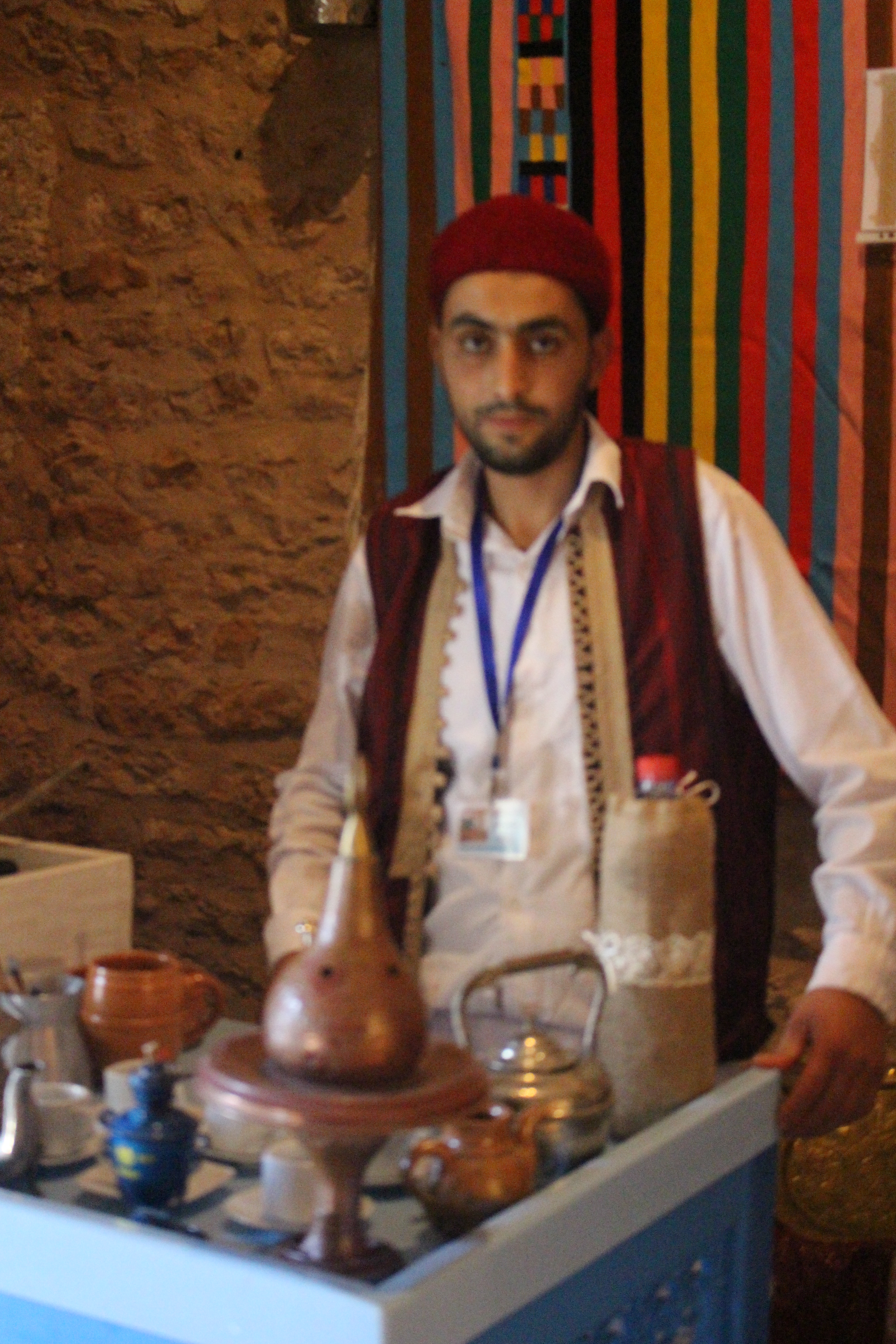
Cafetier de la galerie.
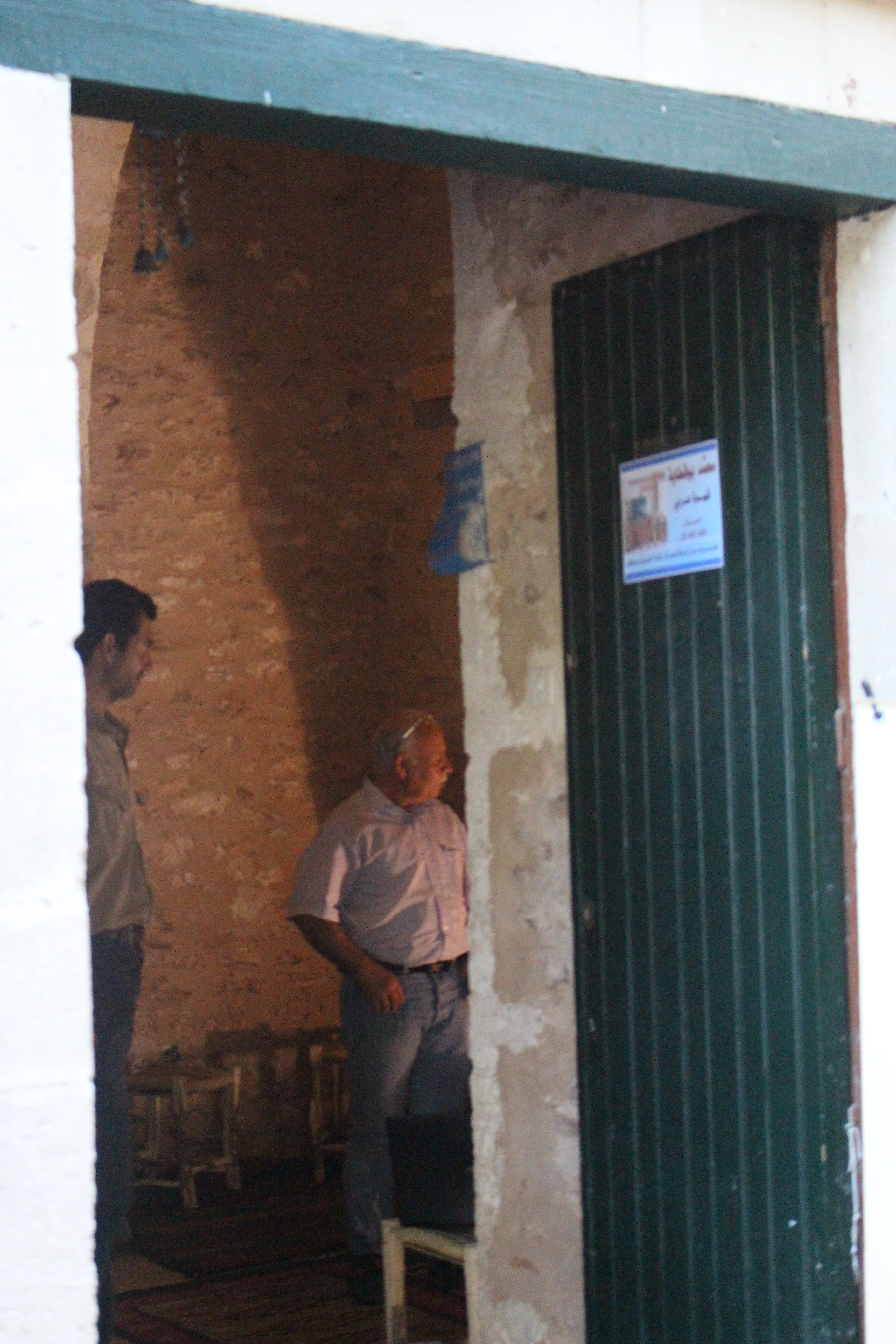
Porte de la galerie.

## Architecture
Le fort actuel ne garde du bâtiment du IXe siècle que les vestiges d'une mosquée. Il est centré sur une grande cour qui lie tous ses éléments dont :
- deux tours de surveillance ;
- un bastion d'artillerie remontant au XVIe siècle ;
- une mosquée supérieure (accueille l'exposition dédiée aux édifices religieux de la médina de Sfax) ;
- une mosquée inférieure ;
- une citerne ;
- une porte secrète (Bab El Ghadr).

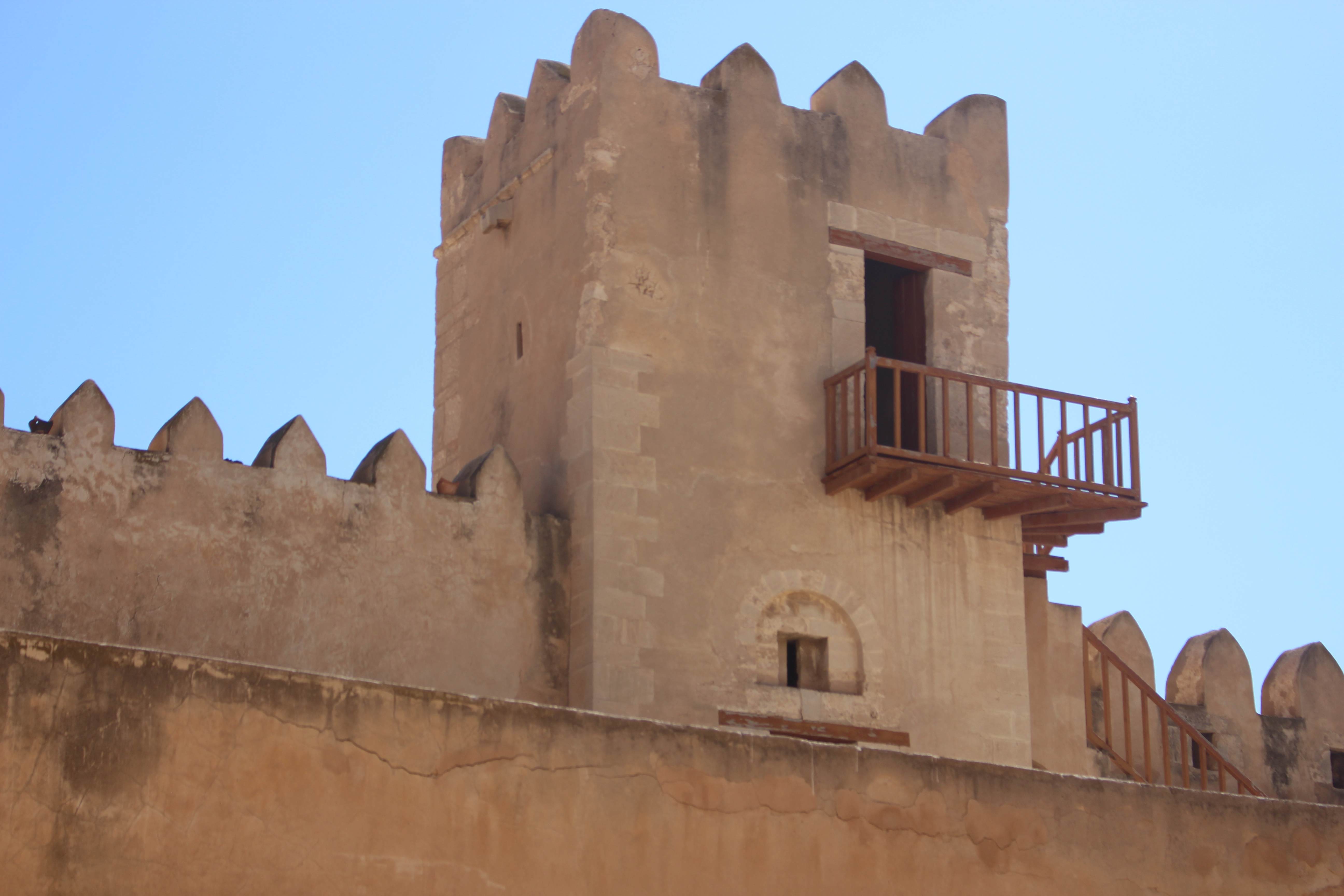
Tour d'observation.
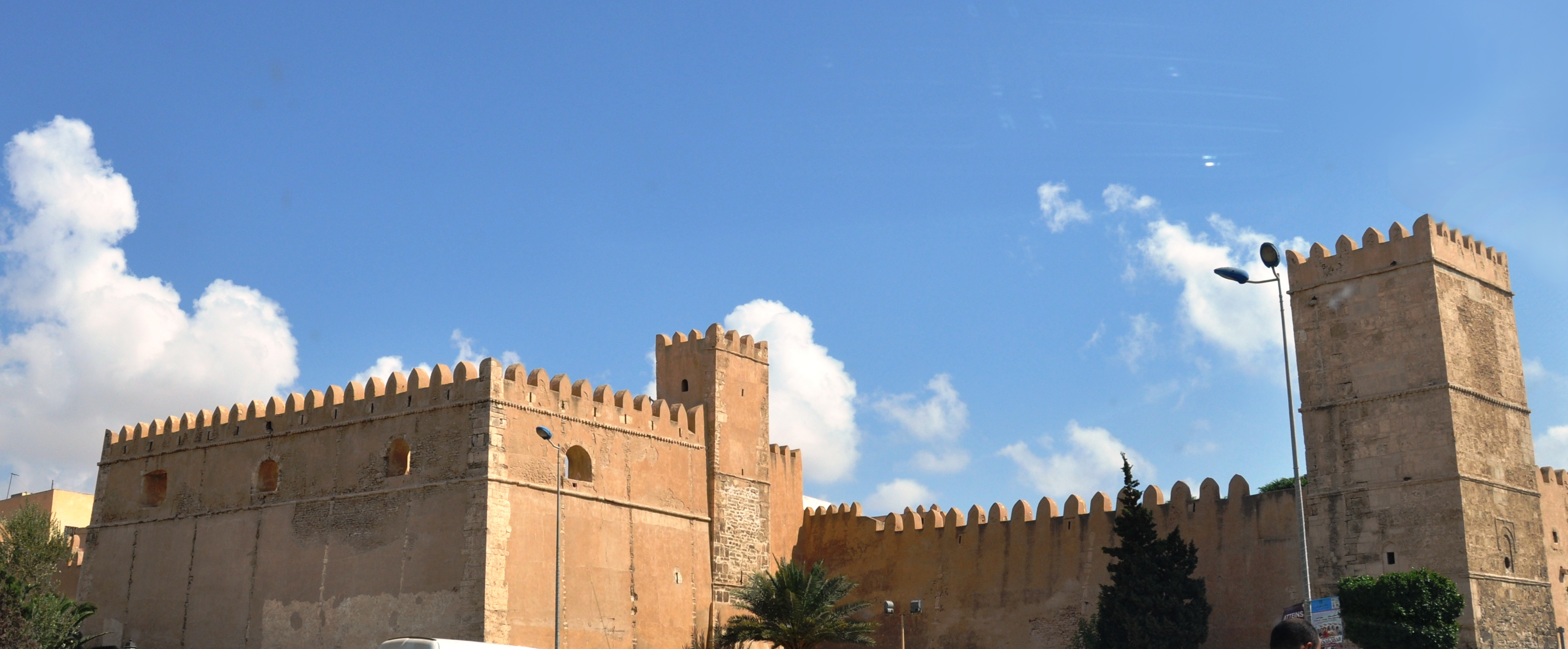
Deux tours de la kasbah.
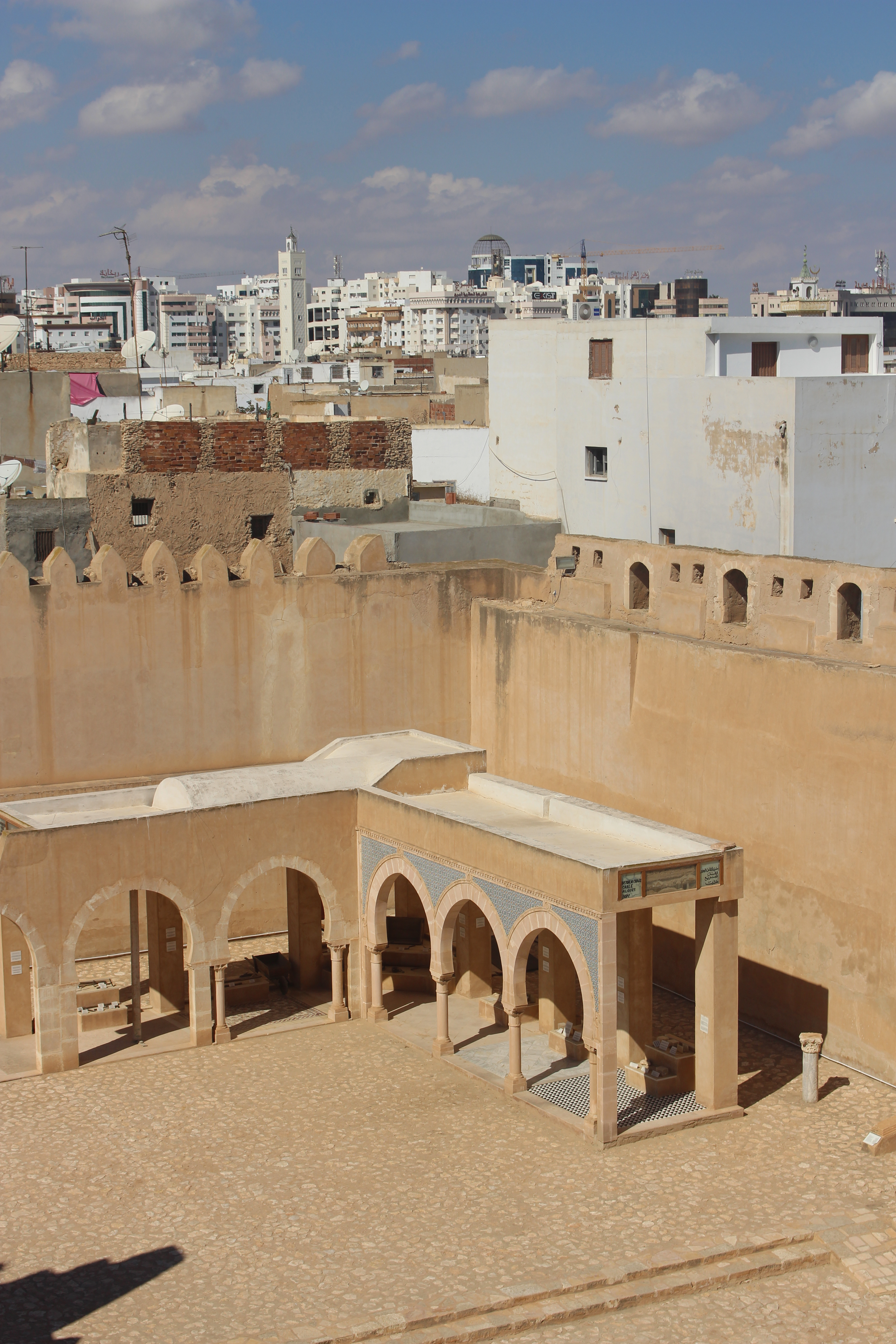
Cour principale.
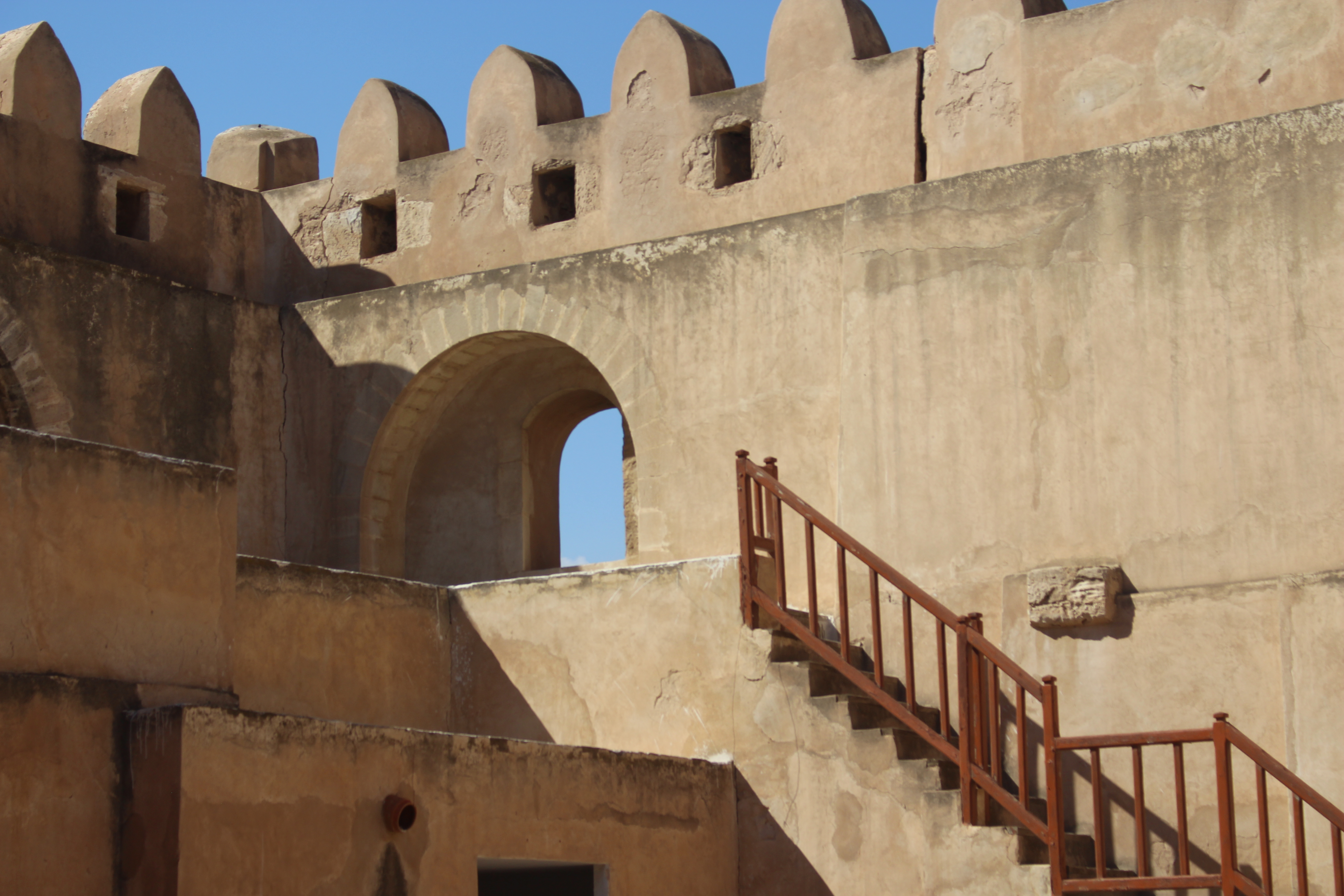
Escaliers du ribat.